# Orchestra of the Age of Enlightenment
L'Orchestra of the Age of Enlightenment è una orchestra britannica specializzata nell'esecuzione di musica barocca su strumenti originali.

## L'orchestra
Formata a Londra nel 1986 da un gruppo di strumentisti, non ha un direttore principale ma la programmazione viene decisa da un consiglio composto da alcuni strumenti eletti fra i componenti dell'orchestra. Gli attuali esponenti del consiglio direttivo sono Simon Rattle, Vladimir Jurowski e Iván Fischer.  Altri direttori che hanno collaborato con l'orchestra sono Frans Brüggen, Charles Mackerras, Philippe Herreweghe, Gustav Leonhardt, Mark Elder, René Jacobs, Roger Norrington, Harry Bicket, Marin Alsop, Sigiswald Kuijken, Ivor Bolton, Monica Huggett, e Bruno Weil.
L'Orchestra of the Age of Enlightenment ha mutuato il nome dal periodo storico del secondo Settecento (l'Età dei Lumi) dal quale trae il suo repertorio musicale.
La OAE è una orchestra residente del Southbank Centre di Londra, ed associata al Glyndebourne Festival Opera.
Le sue stagioni al Southbank Centre prevedono concerti alla Queen Elizabeth Hall ed alla Royal Festival Hall. Nel maggio 2006 l'orchestra diede inizio ad una serie di informali concerti dati a tarda notte chiamati The Night Shift, che sono stati premiati dalla Royal Philharmonic Society per la partecipazione di pubblico all'iniziativa.
Il 30 aprile 2007, ha dato un concerto, in collaborazione con la Freiburger Barockorchester, alla Konzerthaus di Berlino.
L'Orchestra of the Age of Enlightenment ha celebrato il suo 21º dalla fondazione con un concerto dato alla Royal Festival Hall il 30 giugno 2007 e diretto da Norrington, Elder, Mackerras e Jurowski rispettivamente.
La OAE ha dato concerti in molti paesi comprendenti Sud America e Stati Uniti nel 2002, e Sud est asiatico nell'autunno del 2003.
La discografia dell'orchestra è costituita da oltre 50 registrazioni che spaziano da Henry Purcell a Verdi, suonando con artisti ospiti come Lorraine Hunt Lieberson, Renée Fleming, Susan Graham, Andreas Scholl, Ian Bostridge, Elizabeth Wallfisch, Emanuel Ax, Thomas Hampson, Cecilia Bartoli, Gerald Finley, Bob van Asperen, Anner Bylsma, Viktoria Mullova e Michael Chance.
La OAE esplica una vasta attività promozionale con le scuole, specialmente nell'area di Londra, e suona spesso in concerti dedicati ai ragazzi facendosi promotrice di progetti per l'insegnamento della musica ai giovani tenendo normalmente corsi per l'insegnamento degli strumenti musicali.